# Ruth Aarons
Ruth Aarons (Stamford, Connecticut; 11 de julio de 1918-Los Ángeles, California; 6 de junio de 1980) fue una jugadora profesional de tenis de mesa, campeona del mundo en los años 1936 y 1937.
Aarons también ganó varias medallas en el Mundial por equipos, donde algunos de sus compañeros fueron Robert Blattner y James McClure.